# Rhinolophus
Rhinolophus é um gênero de morcegos da família Rhinolophidae.

## Espécies
- Rhinolophus acuminatus Peters, 1871
- Rhinolophus adami Aellen & Brosset, 1968
- Rhinolophus affinis Horsfield, 1823
- Rhinolophus alcyone Temminck, 1852
- Rhinolophus arcuatus Peters, 1871
- Rhinolophus beddomei Andersen, 1905
- Rhinolophus blasii Peters, 1866
- Rhinolophus bocharicus Kastschenko & Akimov, 1917
- Rhinolophus borneensis Peters, 1861
- Rhinolophus canuti Thomas & Wroughton, 1909
- Rhinolophus capensis Lichtenstein, 1823
- Rhinolophus celebensis Andersen, 1905
- Rhinopholus chiewkweeae Yoshiyuki & Lim, 2005
- Rhinolophus clivosus Cretzschmar, 1828
- Rhinolophus coelophyllus Peters, 1867
- Rhinolophus cognatus Andersen, 1906
- Rhinolophus convexus Csorba, 1997
- Rhinolophus cornutus Temminck, 1835
- Rhinolophus creaghi Thomas, 1896
- Rhinolophus darlingi Andersen, 1905
- Rhinolophus deckenii Peters, 1867
- Rhinolophus denti Thomas, 1904
- Rhinolophus eloquens Andersen, 1905
- Rhinolophus euryale Blasius, 1853
- Rhinolophus euryotis Temminck, 1835
- Rhinolophus ferrumequinum (Schreber, 1774)
- Rhinolophus formosae Sanborn, 1939
- Rhinolophus fumigatus Rüppell, 1842
- Rhinolophus guineensis Eisentraut, 1960
- Rhinolophus hildebrandtii Peters, 1878
- Rhinolophus hilli Aellen, 1973
- Rhinolophus hillorum Koopman, 1989
- Rhinolophus hipposideros (Bechstein, 1800)
- Rhinolophus huananus Wu, Motokawa & Harada, 2008
- Rhinolophus imaizumii Hill & Yoshiyuki, 1980
- Rhinolophus inops Andersen, 1905
- Rhinolophus keyensis Peters, 1871
- Rhinolophus landeri Martin, 1838
- Rhinolophus lepidus Blyth, 1844
- Rhinolophus luctus Temminck, 1835
- Rhinolophus maclaudi Pousargues, 1897
- Rhinolophus macrotis Blyth, 1844
- Rhinolophus madurensis Andersen, 1918
- Rhinolophus maendeleo Kock, Csorba & Howell, 2000
- Rhinolophus malayanus Bonhote, 1903
- Rhinolophus marshalli Thonglongya, 1973
- Rhinolophus megaphyllus J. E. Gray, 1834
- Rhinolophus mehelyi Matschie, 1901
- Rhinolophus mitratus Blyth, 1844
- Rhinolophus monoceros Andersen, 1905
- Rhinolophus montanus Goodwin, 1979
- Rhinolophus nereis Andersen, 1905
- Rhinolophus osgoodi Sanborn, 1939
- Rhinolophus paradoxolophus (Bourret, 1951)
- Rhinolophus pearsonii Horsfield, 1851
- Rhinolophus philippinensis Waterhouse, 1843
- Rhinolophus pusillus Temminck, 1834
- Rhinolophus rex G. M. Allen, 1923
- Rhinolophus robinsoni Andersen, 1918
- Rhinolophus rouxii Temminck, 1835
- Rhinolophus rufus Eydoux & Gervais, 1836
- Rhinolophus ruwenzorii Hill, 1942
- Rhinolophus sakejiensis Cotterill, 2002
- Rhinolophus sedulus Andersen, 1905
- Rhinolophus shameli Tate, 1943
- Rhinolophus shortridgei Andersen, 1918
- Rhinolophus siamensis Gyldenstolpe, 1917
- Rhinolophus silvestris Aellen, 1959
- Rhinolophus simulator Andersen, 1904
- Rhinolophus sinicus Andersen, 1905
- Rhinolophus stheno Andersen, 1905
- Rhinolophus subbadius Blyth, 1844
- Rhinolophus subrufus Andersen, 1905
- Rhinolophus swinnyi Gough, 1908
- Rhinolophus thomasi Andersen, 1905
- Rhinolophus trifoliatus Temminck, 1834
- Rhinolophus virgo Andersen, 1905
- Rhinolophus xinanzhongguoensis Zhou, Guillén-Servent, Lim, Eger, Wang & Jiang, 2009
- Rhinolophus yunanensis Dobson, 1872
- Rhinolophus ziama Fahr, Vierhaus, Hutterer & Kock, 2002